# Enterrement de la Sardine à Murcie

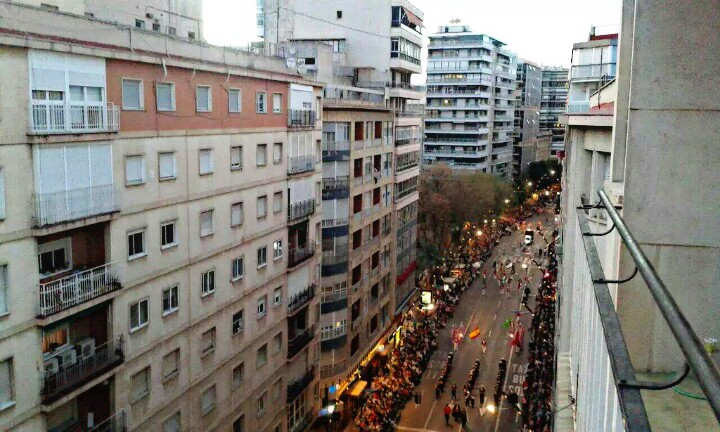
Défilé de l'enterrement de la Sardine dans la grande rue de Murcie (2015).

 (juin 2018).
L'Enterrement de la Sardine à Murcie (Entierro de la Sardina en Murcia) est une fête qui est célébrée à Murcie, en Espagne au cours de la Fête du Printemps (Fiestas de Primavera), dont l'événement principal est un défilé de chars qui culmine avec la brûlure de la sardine, le samedi après la Semaine sainte. Il est déclaré comme intérêt touristique international. L'enterrement rappelle les vieux mythes païens. Le feu a une fonction de purification.